# Banks Springs
Banks Springs ist eine Siedlung auf gemeindefreiem Gebiet im Caldwell Parish im US-amerikanischen Bundesstaat Louisiana. Zu statistischen Zwecken ist der Ort zu einem Census-designated place (CDP) zusammengefasst worden. Im Jahr 2020 hatte Banks Springs 1136 Einwohner.

## Geografie
Banks Springs liegt im mittleren Norden Louisianas, unweit Westufers des Ouachita River. Die geografischen Koordinaten von Banks Springs sind 32°04′56″ nördlicher Breite und 92°05′34″ westlicher Länge. Banks Springs erstreckt sich über eine Fläche von 2,1 km².
Benachbarte Orte von Banks Springs sind Columbia (an der nordöstlichen Ortsgrenze) und Grayson (an der südwestlichen Ortsgrenze).
Die nächstgelegenen größeren Städte sind Mississippis Hauptstadt Jackson (224 km nordöstlich), Louisianas Hauptstadt Baton Rouge (264 km südsüdöstlich), Louisianas größte Stadt New Orleans (392 km in der gleichen Richtung), Lafayette (241 km südlich), Shreveport (197 km westnordwestlich) und Arkansas’ Hauptstadt Little Rock (336 km nördlich).

## Verkehr
Der U.S. Highway 165 sowie der hier von Westen einmündende und danach deckungsgleich verlaufende Louisiana Highway 4 führen von Südwest nach Nordost als Hauptstraße durch den Ort. Alle weiteren Straßen sind untergeordnete Landstraßen, teils unbefestigte Fahrwege sowie innerörtliche Verbindungsstraßen.
Parallel zum US 165 verläuft für den Frachtverkehr eine Eisenbahnstrecke der Union Pacific Railroad.
Mit dem Caldwell Parish Airport befindet sich 6,8 km nordöstlich ein kleiner Flugplatz. Die nächsten Großflughäfen sind der Louis Armstrong New Orleans International Airport (378 km südsüdöstlich) und der Jackson-Evers International Airport (239 km östlich).

## Bevölkerung
Nach der Volkszählung im Jahr 2010 lebten in Banks Springs 1192 Menschen in 483 Haushalten, in denen statistisch je 2,31 Personen lebten.
Ethnisch betrachtet setzte sich die Bevölkerung zusammen aus 44,0 Prozent Weißen, 52,9 Prozent Afroamerikanern, 0,1 Prozent amerikanischen Ureinwohnern, 0,8 Prozent Asiaten sowie 0,3 Prozent aus anderen ethnischen Gruppen; 2,0 Prozent stammten von zwei oder mehr Ethnien ab. Unabhängig von der ethnischen Zugehörigkeit waren 1,3 Prozent der Bevölkerung spanischer oder lateinamerikanischer Abstammung.
28,7 Prozent der Bevölkerung waren unter 18 Jahre alt, 51,3 Prozent waren zwischen 18 und 64 und 20,0 Prozent waren 65 Jahre oder älter. 58,4 Prozent der Bevölkerung war weiblich.
Das mittlere jährliche Einkommen eines Haushalts lag bei 16.129 USD. Das Pro-Kopf-Einkommen betrug 15.841 USD. 45,8 Prozent der Einwohner lebten unterhalb der Armutsgrenze.